# Cabatuan
Cabatuan é um município de  terceira classe de renda municipal (d) na província Isabela, nas Filipinas. De acordo com o censo de 1 de maio  de  2020 possui uma população de 39 990 pessoas e 9 843 domicílios.